# Debarec
Debarèc (amarico: ደባርቅ, Debarq) è un centro abitato dell'Etiopia, situato nella Regione degli Amara.